# Парский, Дмитрий Павлович
Дми́трий Па́влович Па́рский (17 [29] октября 1866 — 20 декабря 1921, Москва) — русский генерал-лейтенант, участник русско-японской, Первой мировой и гражданской войны, командующий Северным фронтом Красной армии. Военный историк.

## Биография
Родился в семье Павла Парского и Натальи Ладыженской, дворян Епифанского уезда Тульской губернии.
Образование получил в Орловском кадетском корпусе, в службу вступил 1 сентября 1884. В 1886 году окончил 2-е военное Константиновское училище, выпущен подпоручиком (ст. 11.08.1886) в 46-й Днепровский пехотный полк. Поручик (ст. 07.08.1889). В 1893 году окончил Николаевскую академию Генерального штаба по первому разряду.
С 30 апреля 1894 — старший адъютант штаба 34-й пехотной дивизии. С 21 августа 1895 — обер-офицер для поручений при штабе 7-го армейского корпуса. С 2 февраля 1896 — старший адъютант штаба 7-го армейского корпуса. С 16 марта 1900 исполнял должность штаб-офицера для поручений при штабе Одесского военного округа, с 12 октября 1900 — старший адъютант штаба Одесского военного округа.
Участвовал в русско-японской войне 1904—1905. С 6 ноября 1904 — старший адъютант управления генерал-квартирмейстера штаба Маньчжурской армии. 2 октября 1905 прикомандирован к Главному штабу, с 7 августа 1906 — делопроизводитель ГУГШ. Выступал в печати, доказывая необходимость реформ в армии.
С 17 марта 1908 — командир 140-го пехотного Зарайского полка. Генерал-майор (ст. 17.06.1910). С 17 июня 1910 — командир 2-й бригады 46-й пехотной дивизии.

### Первая мировая война
В начале первой мировой войны командовал бригадой. С 9 августа 1915 состоял в резерве чинов при штабе Киевского военного округа. С 17 октября 1915 — начальник 55-й пехотной дивизии. С 20 февраля 1916 — командир Гренадерского корпуса (сменил А. Н. Куропаткина, назначенного Главнокомандующим Северным фронтом).
С 20 июля 1917 — командующий 12-й армией. 14 (27) июля 1917 по приказу главнокомандующего армиями фронта генерала В. Н. Клембовского без боя сдал Икскюльский плацдарм. Участник Рижской операции 1917 г. 21 августа (3 сентября) 1917 войска армии сдали Ригу и Усть-Двинск. Рижская операция имела не только военное, но и политическое значение. Сдача Риги и возникшая военная угроза Петрограду использовалась главой временного правительства А. Ф. Керенским и Главнокомандующим Русской армией генералом Л. Г. Корниловым для концентрации всей власти исключительно в своих руках. С 9 сентября 1917 — командующий 3-й армией.

### Служба в Красной армии
В феврале 1918 года, понадеялся на то, что, придя к власти, большевики будут продолжать войну с немцами, добровольно вступил в Красную армию. Во время германского наступления, последовавшего после провала германо-советских мирных переговоров, руководил обороной Ямбурга и Нарвы.
С мая 1918 года — военрук Северного участка завесы, в сентябре-ноябре 1918 года — командующий Северным фронтом (6-я и 7-я армии). Затем три месяца находился под арестом в Петроградской ЧК, освобождён в феврале 1919 года.
Ответственный редактор Военно-исторической комиссии по исследованию и использованию опыта войны 1914—1918 гг., член комиссии по разработке уставов (с июня 1919), член Особого совещания при Главкоме (с ноября 1919). Автор ряда статей в «Военно-историческом сборнике» (1919—1920) по истории 1-й мировой войны.
Умер от тифа. Похоронен на Ваганьковском кладбище.

## Память
Мемориальная доска на д. 10 по улице Шагова в Костроме.

## Награды
- Орден Святого Станислава 3-й степени (1896);
- Орден Святой Анны 3-й степени (1900);
- Орден Святого Станислава 2-й степени (1903);
- Орден Святой Анны 2-й степени с мечами (1906);
- Орден Святого Владимира 4-й степени с мечами и бантом (1906);
- Орден Святого Владимира 3-й степени (ВП 31.01.1910);
- Орден Святого Станислава 1-й степени (ВП 06.12.1913);
- Орден Святой Анны 1-й степени с мечами (ВП 4.01.1915);
- Орден Святого Георгия 4-й степени (ВП 02.06.1915);
- Орден Святого Владимира 2-й степени с мечами (ВП 12.06.1915);
- Георгиевское оружие (ВП 25.04.1916).

## Сочинения
- Воспоминания и мысли о последней войне (1904—1905), СПб., 1906;
- Причины наших неудач в войне с Японией. Необходимые реформы в армии, СПб., 1906.
- Бой 2 бригады 46 п. дивизии с австрийцами у Веленче, Михалева (Бодачева) 13/26 августа 1914 года. Архивная копия от 4 января 2009 на Wayback Machine // Военно-исторический сборник, М., 1919, Вып. 1. стр. 51-69.
- К вопросу о подготовке и ведении пешей разведки. Архивная копия от 4 января 2009 на Wayback Machine // Военно-исторический сборник, М., 1919, Вып. 2.
- Воспоминания и мысли о жизни и службе в Ямбургском отряде Красной армии в марте-апреле 1918 г. Архивная копия от 30 января 2020 на Wayback Machine // Военно-исторический сборник, М., 1919, Вып. 2.
- Операция частей XXX армейского корпуса на пруте и в предгориях Карпат между Делятин — Коломыя 19-24 мая (1-6 июня) 1915 года (Прутская операция). Архивная копия от 4 января 2009 на Wayback Machine // Военно-исторический сборник, М., 1920, Вып. 3.
- Отступление 80. пех. дивизии от Прута к Днестру в конце мая (в начале июня) 1915 г. Архивная копия от 31 марта 2009 на Wayback Machine // Военно-исторический сборник, М., 1920, Вып. 4.